# Pavel Vlagyiszlavovics Szuhov
Pavel Vlagyiszlavovics Szuhov (oroszul: Павел Владиславович Сухов) (Kujbisev, 1988. május 7. –) Európa-bajnok, olimpiai ezüstérmes orosz párbajtőrvívó.